# Gustafs församling
Gustafs församling var en församling i Västerås stift och i Säters kommun. Församlingen uppgick 2010 i Säterbygdens församling. 

## Administrativ historik
Församlingen bildades omkring 1633 som kapellag under Tuna församling med namnet Enbacka församling till 1777. 
Församlingen var till 1777 i pastorat med Stora Tuna församling som moderförsamling för att från 1777 till 1962 utgöra eget pastorat. Från 1962 till 2010 var församlingen moderförsamling i pastoratet Gustafs och Silvberg. Församlingen uppgick 2010 i Säterbygdens församling.

## Kyrkor
- Gustafs kyrka